# 337
Cette page concerne l'année 337  du calendrier julien. Pour l'année 337 av. J.-C., voir 337 av. J.-C. Pour le nombre 337, voir 337 (nombre).
L'année 337 est une année commune qui commence un samedi.

## Événements
- 6 février : début du pontificat de Jules Ier[1] (fin en 352).
- 10 mars : Lucius Aradius Valerius Proculus (en) devient Préfet de Rome (10 mars 337-13 janvier 338 et du 18 décembre 351 au 9 septembre 352)[2].
- 3 avril : Constantin célèbre Pâques à Constantinople[3]. Il s'apprête à marcher contre les Sassanides, après que leur roi Shapur II a envahi l'Arménie et a enlevé et aveuglé son roi Diran, quand il tombe malade[1].
- 22 mai, Nicomédie : baptême de Constantin Ier par l’évêque arien Eusèbe de Nicomédie le jour de la Pentecôte[4]. Il meurt peu après et la campagne contre les Perses est abandonnée ; son corps est ramené à Constantinople et enterré à l'église des Saints-Apôtres[1].
  - À la mort de Constantin Ier, une insurrection militaire éclate. Ses deux neveux Dalmatius et Hanniballianus, leur père Flavius Dalmatius et le fils de Constance Chlore Flavius Julius Constantius sont tués par l’armée. Ses trois fils procèdent alors à un nouveau partage. Constance II ajoute à son lot les États d’Hanniballianus avec la Thrace et Constantinople. Constant, l’Illyricum[1].
- 16 juin-17 août : Shapur II, qui a envahi la Mésopotamie, assiège vainement Nisibe pendant 63 jours. L'évêque de la ville Jacques est tué durant le siège[5]. Reprise de la guerre entre la Perse et Rome (fin en 350).
- 17 juin : Constantin II annonce la réhabilitation d'Athanase d'Alexandrie[6].
- Août-septembre : campagne de Constance II contre les Sarmates[7].
- 9 septembre : entrevue de Viminacium entre les trois fils de Constantin Ier et partage de l'empire entre les trois héritiers[1] : Constance II règne en Orient (fin en 361) ; Constant Ier en Italie, Afrique, Illyrie, Macédoine (fin en 350) ; Constantin II en (Gaules, Espagne et Bretagne (fin en 340). 
  - Après la conférence de Pannonie, Constance II se rend à Constantinople, puis retourne à Antioche pour passer l'hiver[7].
- Septembre : émeute à Constantinople et disgrâce du préfet du prétoire pour l'Orient Flavius Ablabius (en), proche de Constantin ; il se retire dans sa villa de Bithynie puis est assassiné début 338 sur ordre de Constance II[8].

- 23 novembre : retour de l'évêque Athanase à Alexandrie après 28 mois d'exil à Trèves[6].
- 6 décembre : Constant Ier est à Thessalonique[7].

- Début de la dynastie Murong des Yan antérieur en Chine du nord (fin en 370)[9].
- Constance II se déclare arien[4]. Il accorde toute confiance à Eusèbe de Nicomédie et combat l’orthodoxie. Début de la crise de l’arianisme (fin en 381).
- Le christianisme devient religion officielle en Ibérie[10].

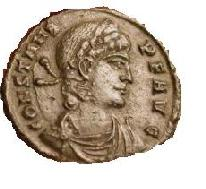
Constant Ier

## Naissances en 337
- Zénobie, premier évêque de Florence.

## Décès en 337
- 22 mai : Constantin Ier, empereur romain, près de Nicodémie.
- 15 juillet : Jacques de Nisibe[5].